# Lubięcin (gmina)
Lubięcin – dawna gmina wiejska istniejąca w latach 1973–1976. Siedzibą władz gminy był Lubięcin.
Gmina Lubięcin została utworzona 1 stycznia 1973 w powiecie nowosolskim w woj. zielonogórskim. Gmina objęła 7 sołectw: Buczków, Chełmek, Dąbrowno, Jeziorna, Lipiny, Lubięcin i Stany.
1 czerwca 1975 gmina weszła w skład nowo utworzonego (mniejszego) woj. zielonogórskiego.
15 stycznia 1976 gmina została zniesiona przez połączenie z dotychczasową gminą Nowa Sól w nową gminę Nowa Sól.